# Lucio Arrunzio Camillo Scriboniano
Lucio Arrunzio Camillo Scriboniano (in latino Lucius Arruntius Camillus Scribonianus; 1 a.C. circa – 42) è stato un politico romano.

## Biografia
Figlio di Marco Furio Camillo, ricevette il nome di Marco Furio Camillo Scribonio. L'amico Lucio Arrunzio lo adottò ed egli ricevette quindi il nome di Lucio Arrunzio Camillo Scriboniano. Fu console nel 32, e cinque anni dopo entrambi i suoi padri morirono.
Nel 42 fu governatore della Dalmazia, quando si ribellò all'imperatore Claudio, proclamandosi imperatore. Ebbe inizialmente il sostegno delle legioni della Dalmazia, l'undicesima legione e la settima legione, ma a causa di un evento ritenuto non propizio (l'impossibilità di adornare le aquile) rimasero fedeli a Claudio, e spensero la rivolta in soli cinque giorni, uccidendo Scriboniano.
Il figlio, Furio Scriboniano, fu esiliato da Claudio perché aveva fatto compiere dagli astrologi delle indagini sulla morte dell'imperatore stesso.

### Fonti primarie
- Cassio Dione, Storia romana, lx.15
- Svetonio, Vita Claudii, v.13